# Жерармер
Жерармер (фр. Gérardmer) насеље је и општина у североисточној Француској у региону Лорена, у департману Вогези која припада префектури Сен Дије де Вогез.
По подацима из 2011. године у општини је живело 8561 становника, а густина насељености је износила 156,28 становника/km². Општина се простире на површини од 54,78 km². Налази се на средњој надморској висини од 670 метара (максималној 1.125 m, а минималној 584 m).

## Демографија
| 1962. | 1968. | 1975. | 1982. | 1990. | 1999. | 2011. |
| ----- | ----- | ----- | ----- | ----- | ----- | ----- |
| 8.970 | 9.326 | 9.471 | 9.106 | 8.951 | 8.845 | 8.561 |

График промене броја становника у току последњих година